# 순우사
순우 사(淳于賜, ? ~ ?)는 전한 후기의 관료이다.

## 행적
본시 3년(기원전 71), 대사농에 임명되었다.

## 출전
- 반고, 《한서》 권19하 백관공경표 下

| 전임 위상 | 전한의 대사농 기원전 71년 ~ 기원전 67년? | 후임 보 |